# Telefónica
Telefónica, S.A., abans coneguda com a Compañía Telefónica Nacional de España (CTNE), és una multinacional de telecomunicacions, amb presència a 25 països sota les marques de Telefónica, Movistar i O2. Té la seva universitat corporativa a l'antic castell de Bell-lloc (la Roca del Vallès).

## Història
Es va constituir el 19 d'abril de 1924 a Madrid, amb un capital social d'un milió de pessetes (al canvi del Banc Central Europeu el 2002 representarien 6.000 euros) representat per 2.000 accions ordinàries. Era participada per International Telephone and Telegraph Corporation (ITT) de Nova York. Més tard va absorbir la Secció de Telèfons de la Mancomunitat de Catalunya, creada l'any 1916, per fer arribar el telèfon fins a tots el racons de Catalunya, dirigida per Esteban Terradas i Illa. Aquesta Secció que ja havia instal·lat l'any 1924, la primera central automàtica a Balaguer. Prèviament, el Govern Espanyol es va assegurar de posar bastons a les rodes a la Mancomunitat. Amb posterioritat l'empresa fou nacionalitzada i constituí el monopoli de telefonia de l'estat espanyol.

### Privatització
El 1993 l'estat espanyol posseïa el 32,29% de les accions de Telefónica quan començà el procés gradual de privatització que culminà el 1997. En aquell moment la privatització d'empreses públiques obeïa a una necessitat d'ingressos per tal de contenir el dèficit públic. El ministre d'economia de l'època, Carlos Solchaga i el vicepresident del govern Narcís Serra foren els artífexs dels canvis legislatius necessaris materialitzats en la Llei de privatització de 1995
Això suposà la conversió de l'empresa progressivament d'empresa pública cap a una empresa totalment privada del tipus societat anònima. El president de Telefònica en aquell moment, Juan Villalonga, era amic del president José María Aznar López, cosa que comportà una certa controvèrsia política i diverses preguntes parlamentàries al govern. La privatització d'aquest darrer 12% en possessió de l'estat no repercutí amb el rendiment esperat en aquesta venda, a causa d'un moviment especulatiu del broker financer Merrill Linch sobre el paquet d'accions (47% del total) posades en un mercat internacional competitiu, i en contrast la demanda del paquet d'accions destinat al mercat espanyol de particulars no fou cobert En definitiva l'ingrés a les arques de l'estat resultà migrat entre 10.000 i 25.000 milions de pessetes respecte a les previsions inicials.
La seva privatització definitiva el 1997 comportà l'adquisició de la totalitat de la xarxa de telefonia desenvolupada a Espanya durant el seu període en què era sufragada per l'erari públic. Aquesta adquisició suposà a la pràctica el manteniment de la supremacia en el sector de la telefonia fixa d'aquesta companyia.
Tot i el procés imperfecte de la seva privatització, el 2007 respecte al conjunt de companyies privatitzades pel govern espanyol durant la dècada de 1990 (Tabacalera Española/Altadis, Endesa, Logista, Aldeasa, Trasmediterranea, Iberia LAE, Repsol, Indra…) Telefónica reforçà el seu paper de multinacional i mantingué la seva posició dominant en el mercat espanyol i continuà la seva expansió per diversos països d'Amèrica Llatina. En aquella època ocupava la posició 37 de les empreses més capitalitzades i superava a empreses com Hewlett-Packard, Coca Cola o IBM Mariano Guindal argumenta que aquest canvi fou causat al canvi de presidència de Juan Villalonga a César Alierta.

## Patrocini esportiu
Telefònica a través de les seves marques comercials (Movistar, O2 o Viu), és un dels majors patrocinadors esportius a nivell internacional, tenint entre els seus socis a seleccions nacionals de futbol com Espanya o el Brasil, i de rugbi com Anglaterra. A més, és el patrocinador principal de l'equip ciclista Movistar Team, i de dos clubs esportius de bàsquet i futsal.

## Presidents
Llista de presidents de Telefónica:
| Període   | President                        |
| --------- | -------------------------------- |
| 1924-1945 | Estanislao de Urquijo y Ussía    |
| 1945-1964 | José Navarro-Reverter Gomis      |
| 1964-1973 | Antonio Barrera de Irimo         |
| 1973-1976 | José Antonio González-Bueno      |
| 1976-1980 | Tomás Allende y García-Baxter    |
| 1980-1982 | Salvador Sánchez-Terán Hernández |
| 1982-1989 | Luis Solana Madariaga            |
| 1989-1996 | Cándido Velázquez-Gaztelu Ruiz   |
| 1996-2000 | Juan Villalonga Navarro          |
| 2000-2016 | César Alierta Izuel              |
| 2016-act. | José María Álvarez-Pallete       |